# Federico I de Vaudémont
Federico I de Vaudémont, (1368 - 25 de octubre de 1415 en la batalla de Azincourt), hermano del duque Carlos II de Lorena, era consejero del rey Carlos VI de Francia. Era señor de Rumigny, Martigny, Aubenton y Boves, y por matrimonio Conde de Vaudémont y Señor de Joinville entre 1392-1415.

## Biografía
Era hijo del duque Juan I de Lorena, y Sofía de Wurtemberg. A veces se numera Federico V por la continuidad con los duques de Lorena.
Primero hubo conversaciones para una boda con Bona de Bar, hija del conde Roberto I de Bar desde 1379, pero fracasó en 1392.
Se casó en 1393 con Margarita de Joinville (1354 † 1418), hija del conde Enrique V de Vaudémont, señor de Joinville, y María de Luxemburgo. Ellos tuvieron los siguientes hijos:
1. Margarita, casada con Thiebaud, Señor de Blamont († 1431)
2. Isabel (1397 - 1456), casada en 1412 con Felipe I de Nassau-Weilburg († 1429)
3. Antonio (1400 - 1458), conde de Vaudémont y señor de Joinville

En 1400 Federico luchó con su hermano mayor el duque Carlos II de Lorena contra el obispo de Toul. Se unió a los borgoñones contra el ducado de Orléans.
Hizo una peregrinación a Tierra Santa, de abril a noviembre de 1409, luego a su regreso, se convirtió en asesor del rey Carlos VI de Francia.
Federico murió el 25 de octubre de 1415 en la batalla de Azincourt.